# Szczepan Skomra
Szczepan Stanisław Skomra (Wysoka; 12 de Agosto de 1949 — ) é um político da Polónia. Ele foi eleito para a Sejm em 25 de Setembro de 2005 com 6348 votos em 7 no distrito de Chełm, candidato pelas listas do partido Sojusz Lewicy Demokratycznej.
Ele também foi membro da Sejm 1993-1997, Sejm 1997-2001, and Sejm 2001-2005.